# Studio (tjednik)
Studio je hrvatska tjedna publikacija koja obuhvaća dva različita razdoblja izlaženja. Prvo izdanje izlazilo je od 3. travnja 1964. do 1992. godine u izdanju novinsko‑izdavačke kuće Vjesnik, a od 1996. do 1998. pod izdavačem Globus International. Drugo izdanje pokrenuto je 2005. godine i od tada izlazi u sklopu Hanza Medije, kao prilog dnevnim novinama Jutarnji list.
Oba izdanja posvećena su temama iz područja televizije, filma, glazbe i estrade, ali se razlikuju u uređivačkoj koncepciji, izgledu i uredničkom pristupu.

## Studio (1964.–1998.)
Časopis Studio pokrenut je u Zagrebu 3. travnja 1964. godine, kao prvi tjedni časopis za televiziju, radio, film, glazbu i kazalište u bivšoj Jugoslaviji. Izlazio je pod okriljem izdavačke kuće Vjesnik, tiskan u crno‑bijeloj tehnici, na 48 stranica i u početnoj nakladi od 60 000 primjeraka. Po svojoj koncepciji bio je preteča današnjih televizijskih magazina.
Već u listopadu 1968. časopis ubrzano prelazi na 60 stranica i djelomično se tiska u boji, u skladu s rastućom popularnošću televizije i širenjem televizora u kućanstvima. Tijekom 1960-ih i 1970-ih Studio je dosegao visoku nakladu i postao jedno od najčitanijih izdanja Vjesnikove kuće. Rekordna naklada zabilježena je 1972. godine – 313 956 primjeraka – kada je glavni urednik bio Pero Zlatar.
Osim televizijskog programa, sadržaj časopisa uključivao je eseje, intervjue, najave kulturnih događanja, tekstove o poznatim osobama, kao i komentare televizijskih i filmskih sadržaja. Studio je time imao i kulturno-kritičku funkciju, a ne samo informativnu.
U to vrijeme časopis je bio i aktivni organizator i pokrovitelj kulturnih nagrada i priznanja poput Jelen, Zlatni vijenac, Histrion i Studijeva lauda, što je dodatno učvrstilo njegovu poziciju u medijskom i kulturnom prostoru. Među važnijim urednicima bili su Davor Šošić i Pero Zlatar.
Početkom 1990-ih, pod utjecajem političkih i društvenih promjena u Hrvatskoj, ali i unutar same izdavačke strukture, Studio doživljava pad utjecaja i promjene u uređivačkoj politici. Uređivački tim tada čine i imena poput Borisa Grbina. Zabilježene su pauze u izlaženju 1993. i 1995. godine, a od 1996. časopis izlazi pod novim izdavačem, Globus International, s izmijenjenim konceptom i dizajnom.
Posljednji broj časopisa objavljen je 1998. godine, čime je završena prva faza njegova postojanja.
Tijekom prvog razdoblja izlaženja, časopis je objavljivan u kontinuitetu od broja 1 (1964.) do broja 1460 (1992.) u izdanju Vjesnika, a zatim ponovno od broja 1 (1996.) do broja 101 (1998.) u izdanju Globus Internationala.

### Podnaslovi
Tijekom godina, časopis je mijenjao podnaslove, koji su odražavali razvoj njegova sadržaja:
- 1964.: televizija, muzika, radio, film, kazalište: opširan tv i radio program
- 1964. (br. 32): televizija, muzika, radio, film, kazalište: TV program
- 1964. (br. 37): televizija, muzika, radio, film, kazalište: program
- 1965.: tjedni informativni list za televiziju, radio, film, teatar i muziku
- 1991.: tjednik za televiziju, radio, film, teatar i muziku
- 1991. (br. 1432): hrvatski tjednik za televiziju, radio, film, teatar i muziku
- 1992.: revija za televiziju, radio, film, teatar i muziku
- 1994.: hrvatski informativni revijalni tjednik: hrvatski informativni tjednik

### Urednici kroz godine
- Davor Šošić (1964.)
- Antun Smrekar (1968.)
- Zlatko Glik (1969.)
- Pero Zlatar (1971.)
- Stjepan Košarog (1973.)
- Mario Bošnjak (1980.)
- Boris Grbin (1991.)
- Milan Osmak (1994.)
- Robert Naprta (1996.)
- Rozita Vuković (1998.)

### Prilozi
Tijekom ranih 1990-ih uz časopis Studio izlazila su dva povezana priloga:
Video studio bio je mjesečnik koji je izlazio od listopada 1990. do ožujka 1992., izašlo je ukupno 18 brojeva. Izdavao ga je Vjesnik, a glavni urednik bio je Boris Grbin od 1990., dok je od 1992. urednik bio Ljudevit Gaj. Časopis je bio ilustriran, u boji, formata 29 cm.
TV plus (Zagreb) izlazio je tjedno od svibnja 1991., do studenoga 1992., sveukupno je izašlo 80 brojeva. Izdavač je bio Vjesnik, a glavni i odgovorni urednik bio je Boris Grbin od 1991., dok je od 1992., broj 53, urednik Ljudevit Gaj. Ilustriran je, formata 27 cm.

## Studio (2005.)
Godine 2005., Studio je ponovno pokrenut, sada kao prilog dnevnih novina Jutarnji list, u izdanju Europapress Holdinga (danas Hanza Media). Novi Studio zadržao je tjedni ritam izlaženja, ali je sadržajno i vizualno prilagođen suvremenom tržištu, više fokusiran na lifestyle, popularnu kulturu i estradne teme. Formalno, vodi se kao magazin, iako ima sličnu strukturu kao prethodni časopis.
Novi tudio uspostavio je i godišnju nagradu Zlatni Studio, kojom se odaje priznanje najistaknutijim imenima u području televizije, filma, kazališta i glazbe.

### Podnaslovi
- 2005. – 5. prosinca 2019.: Najluksuzniji magazin za scenu i televiziju
- 6. prosinca 2019. – danas: Najprodavaniji magazin za scenu i televiziju

### Urednici
- Tomislav Wruss (2005.)
- Maja Kruhak
- Goran Orgulić (201?. – danas)